# Осеченка (станция)
Осе́ченка — железнодорожная станция на 380-м км Октябрьской железной дороги. Расположена в посёлке Осеченка Тверской области.

## История

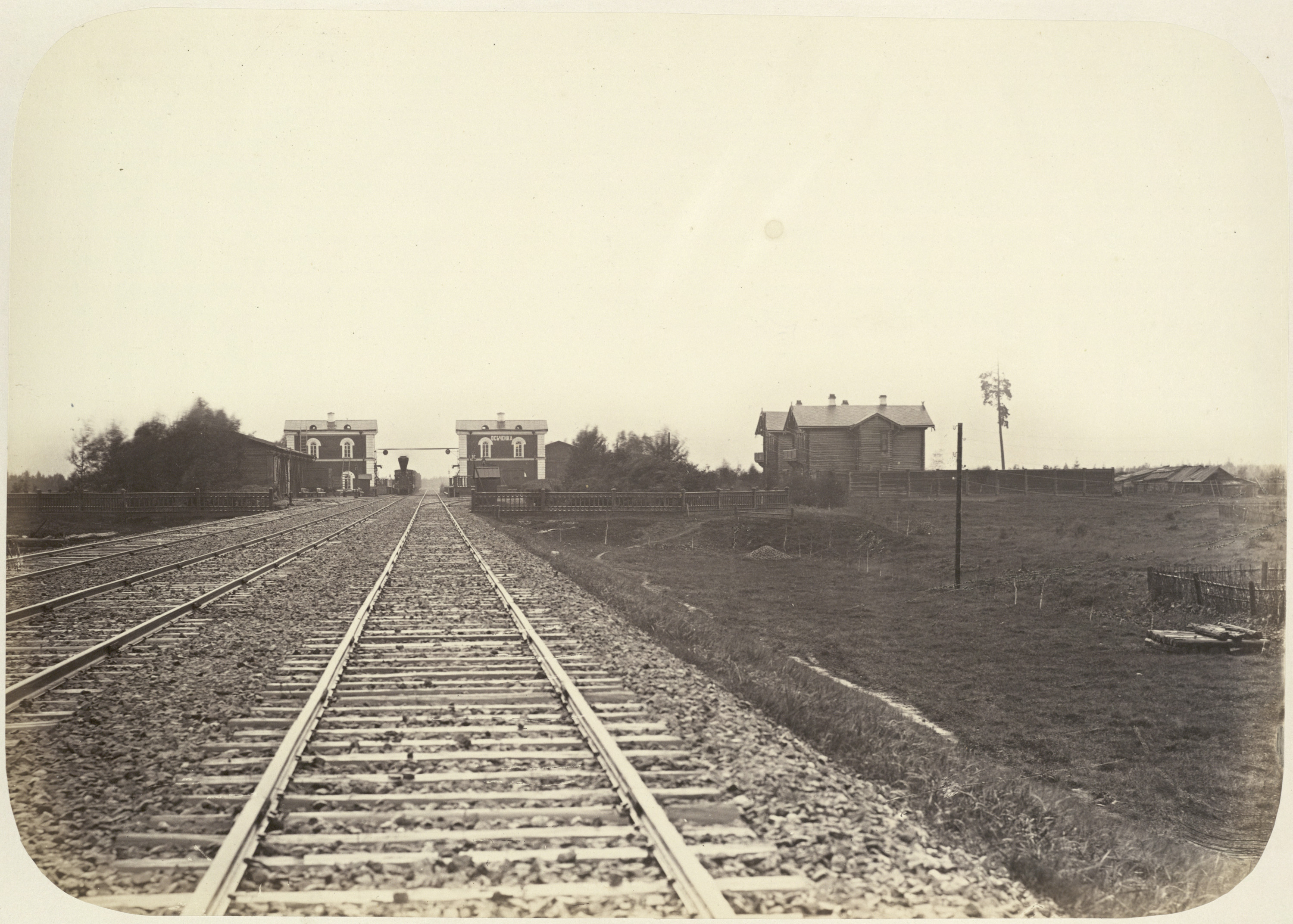
станция в 1860-е годы

Станция была открыта в 1850 году под названием Осеченская в составе участка Тверь — Вышний Волочёк Санкт-Петербурго-Московской железной дороги и относилась к IV классу. Приказом МПС № 227 от 21 декабря 1850 года утверждено название станции, от находящемся близь деревни на реке Осеченке. После переименовании дороги 8 (20) сентября 1855 года станция в составе Николаевской железной дороги, и в 1863 году получила нынешнее название в создаваемой сети железных дорог.
Первоначально на станции было построено две каменные водонапорные башни и две деревянные высокие платформы, по обеим сторонам от путей. В 1866 году, в связи с удлинением состава поездов, производились работы по удлинению пассажирских платформ. Во время правления Главным обществом российских железных дорог, с 1868 по 1893 годы, на станции был построен деревянный вокзал размером 7,70х3,60 саж (15,4х7,2 м). В 1902 году производился капитальный ремонт пассажирского здания (вокзала).
В 1919 году, 27 июля — на 353 версте главной линии, между блок-постом 91 и станцией Осеченка Николаевской железной дороги по вине сигналиста произошло столкновение скорого поезда № 5 с воинским поездом № 215. Погибло 23 человека, 109 было ранено. Было повреждено 2 паровоза, 10 вагонов, разрушено более 100 метров железнодорожного пути.
С 27 февраля 1923 года после переименовании дороги станция в составе Октябрьской железной дороги, приказом НКПС № 1028 от 20 августа 1929 года станция в составе Октябрьских железных дорог, с 1936 года станция в составе Октябрьской железной дороги.
Согласно тарифному руководству № 4 от 1965 года, станция производит операции по приёму и выдачи повагонных грузов, допускаемых к хранению на открытых площадках, по хранению грузов повагонными и мелкими отправками, загружаемых целыми вагонами на подъездных путях и местах необщего пользования, продажа билетов на все пассажирские поезда, приём и выдача багажа. Согласно тарифному руководству № 4 от 1975 года, приём и выдача мелких отправок груза не производится. Согласно тарифному руководству № 4 от 1985 года, станция производит операции приём и выдача грузов повагонными и мелкими отправками, загружаемых целыми вагонами на подъездных путях и местах необщего пользования, продажа билетов на все пассажирские поезда, приём и выдача багажа.
В 1971 году присвоен код ЕСР № 0721, 1975 году присвоен новый код ЕСР № 07210., с 1985 года новый код АСУЖТ (ЕСР) № 062505.
В 1982 году станции присвоен код Экспресс-2 № 34007, с 1994 года новый код Экспресс-3 № 2004007.